# Ellipteroides plumbeus
Ellipteroides plumbeus là một loài ruồi trong họ Limoniidae. Chúng phân bố ở miền Tân bắc.